# Олдерон
Олдерон (на английски: Alderaan) е фантастична планета, част от измисления свят на Междузвездни войни. В този свят, планетата е описана като намираща се в Централния регион, и дом на много известни личности като Лея Органа, Бейл Органа и Улик Кел-Дрома. Олдеронците са описани като известни в цялата галактика с непокътнатата красота на планетата си, с културата си и с миролюбието си, работещи със и около земята, за да запазят колкото е възможно повече от заобикалящата ги среда.
Първоначално Олдерон е дом на киликите, а по-късно е колонизирана от хора. Въпреки състоялата се битка по време на Великата галактическа война и гражданската война по време на последвалата Студена война, Олдерон съществува в мир през по-голямата част от галактическата история. През 0 ПБЯ обаче върховният моф Таркин и Галактическата империя решават да покорят Галактиката чрез всяване на страх и унищожават миролюбивата планета със суперлазера на първата „Звезда на смъртта“.

## История
Местната раса, киликите, създава огромни постройки като тези в Крепостните земи близо до Ороборо. Те управляват Олдерон, докато не се преселват на близката планета Алсакан, а по-късно се отправят към дълбокия космос, след като изразходват всички ресурси на Олдерон. Човешки колонизатори идват на планетата от Корусант през 27 500 ПБЯ и създават миролюбива цивилизация, живееща в хармония с природата.
Олдерон е сред световете, основали Галактическата република през 25 000 ПБЯ и един от крайъгълните камъни на хиперпространствената изследователска дейност. Олдерон е и база на Олдеронските кралски инженери, една от първите корабостроителни компания на Републиката. С техни кораби олдеронци колонизират Ним Дровис.
През 27 ПБЯ Олдерон е защитавана от учителя-джедай Ет Кот по време на кризата с Ашар Корда.

### Войни на клонираните
Като цяло Олдерон е против създаването на републиканска армия, но остава вярна на Републиката и по време на Войните на клонираните. По време на конфликта Олдерон дава подслон на жители на сепаратистки планети, които желаят да останат граждани на Републиката, в резултат на което планетата е нападната от генерал Грийвъс и едва не бива опустошена.
С идването на Новия ред кралица Бриа Органа и сенатора и вицекрал Бейл Органа осиновяват Лея Амидала-Скайуокър. Галактическата империя с ярост унищожава джедайския праксиум на Олдерон, макар че няколко ученици успяват да избягат. Не след дълго рицарят-джедай Иленик Ит'кла довежда остатъка от каамаския народ да се установи на Олдерон, след като Палпатин опустошава Каамас. На Олдерон Иленик служи като довереник на каамасците и като съветник на рода Органа.

### Галактическа гражданска война
Веднага след формирането на Галактическата империя Олдерон е покъртена от антиимпериалистически протести, главно от чуждоземни бежанци, на които са наложени изключително високи такси, за да се завърнат по родните си планети. С времето Олдерон става убежище за бунтовници, които искат да се борят с нарастващото подтисничество на Империята.
Когато Бейл Органа, Гарм Бел Иблис и Мон Мотма създават Бунтовническия съюз, много олдеронци отдават на каузата живота и ресурсите си, въпреки пресните спомени от Войните на клонираните. Много от първите бойци и впоследствие – офицерите и лидерите на Съюза, са олдеронци.
След ужасите на Войните на клонираните, олдеронските фрегати и крайцери са разглобени, а повечето от оръжията им са складирани на бойния кораб „Нова шанс“. Корабът е програмиран да прави постоянни скокове в хиперпространството, докато не бъде повикан от Висшия съвет на Олдерон, но това така и не се случва.

### Унищожение
Олдерон е първата стратегическа цел на първата „Звезда на смъртта“. Като демонстрация на нейната мощта, върховният моф Таркин заповядва планетата да бъде унищожена. Въпреки твърденията на Лея, че планетата не притежава оръжия, се твърди, че Олдерон има едни от най-силните планетарни защити в Империята. Когато мичманът на оръдието на „Звездата на смъртта“ Тен Гранийт дърпа превключвателя за активиране, енергията се провежда от реактора за хиперматерия през суперлазера и излиза със свръхсветлинна скорост. Лъчът изхвърля голяма част от масата на Олдерон в хиперпространството, причинявайки избухването на планетата.
Смъртта на милиардите същества причинява масивно смущение в Силата. Оби-Уан Кеноби усеща това смущение на път към системата Олдерон и казва на Люк Скайуокър, че е усетил как много гласове изкрещели в ужас преди изведнъж да затихнат. На „Звездата на смъртта“ чувствителният към Силата щурмовак Нова Стил припада от шока от усещането на толкова много смърт на Олдерон. Въпреки че принцеса Лея все още не знае, че е чувствителна към Силата, тя също усеща смущението.
Тази случка има точно обратния на очаквания от Империята ефект – тя кара хиляди хора да се присъединят към Бунтовническия съюз и много планети от Средния пръстен се вдигат на открит бунт. Известен брой олдеронци, служещи по това време в Имперската армия, се присъединяват към Съюза. Империята се опитва да хвърли вината за унищожението на Олдерон върху Бунтовниците, но успява да убеди малцина.

### След унищожението
Остатъците от Олдерон стават известни като Гробището и много олдеронци, които не са били на планетата по време на унищожението ѝ, се връщат, за да увековечават паметта на своите близки и роднини. Създаден е Олдеронски съюз и оцелелите олдеронци колонизират нова планета, която наричат Ню Олдерон.

## Повърхност
Смятана за „сияещата звезда“ на централните светове, на повърхността на планетата преобладават диви тревисти местности и стари планински вериги. Големи океани и разпръснати вътрешноконтинентални морета осигуряват идеални условия за развитие на голямо разнообразие от флора и фауна. Олдерон е родна планета на едни от най-известните животни в галактиката като нърфа, грейзъра и трантата. Олдеронските градове се строят така, че да не вредят на природата. Един такъв град е Кревас, който е построен в стените на каньон и е почти невидим, погледнат от горе. Други са построени върху крайбрежни стълбове или под полярния лед. Столицата Aлдера е построена на малък остров в центъра на една калдера.
В Крепостните земи лежат останките на киликски могили, местна раса, изчезнала по неизвестни причини. Философи, писатели и художници често посещават тези земи за вдъхновение или за да медитират.
На Олдерон има над осем хиляди вида трева и още по-голям брой диви цветя. Има и голямо разнообразие от подправки, билки и зърнени растения. На планетата няма големи океани, но има една полярна шапка. Останалата част от водната повърхност на Олдерон се състои от хиляди езера, свързани с водни канали.

### Флора
- Хайденокско дърво
- Т'ийлски цветя

### Фауна
Фауната съдържа много редки видове, които не се срещат другаде в Галактиката, както и добре познати създания. Някои от най-известните включват:
- Нърф
- Грейзър
- Транта
- Дебнеща птица
- Котка манка
- Вълнеста пеперуда
- Дейнти
- Морска мишка

## Общество
Олдеронската култура почита образованието, изкуството и мирните решения на конфликти. Те силно ценят членството си в Галактическия сенат и в по-късния му имперски еквивалент. Олдеронците се стремят да живеят в хармония със заобикалящата ги среда, което е видно от интеграцията на обществото им в природата на Олдерон. Олдеронците са познати с любовта си към философията.
Средностатистическия олдеронец е много културен и образован. На планетата процъфтяват много поети и художници. Олдерон е известна и със своята кухня. Голямото разнообразие от животни и подправки дава възможност на готвачите да експериментират и създават едни от най-вкусните ястия в Галактиката. Задушеното вино с подправки е любима напитка на мнозина.
Някои от по-значителните продукти за износ на Олдерон са вино, предмети на изкуството и луксозни стоки.

## Управление
Въпреки че е демократично общество, Олдерон се оглавява от наследствена конституционна монархия, като кралският род Органа контролира Върховния съд и Висшия съвет на Олдерон. Монарсите носят разнообразни титли – принц, върховен председател, кралица, крал и вицекрал. По традиция наследникът на олдеронския трон служи и във Висшия съвет на Олдерон и като сенатор на Олдерон. Везир помага на монарха в управлението.
| Fandom · Криейтив Комънс – Признание – Споделяне на споделеното | Тази статия използва материал от страницата „Олдерон“ в уикито „Холопедия“, част от Фендом, лицензиран под Криейтив Комънс – Признание – Споделяне на споделеното. |